# 加島
加島（かしま）は、大阪府大阪市淀川区の町名。現行行政地名は加島一丁目から加島四丁目。

## 地理
淀川区の北西部、神崎川沿いに位置する。神崎川を挟んで北から北東にかけては豊中市の庄内地区の南西部（現行町名としては二葉町・大島町）と、同じく北から西にかけては兵庫県尼崎市戸ノ内・戸ノ内町・神崎町・西川に、それぞれ接している。庄内方面とは大豊橋で、尼崎市へは神崎橋・毛斯倫大橋（モスリン橋）で、それぞれ連絡している。
南は東海道本線（JR神戸線）の線路を挟んで西淀川区竹島と、また、北方貨物線を挟んで淀川区田川北と接する。東は淀川区三津屋北・三津屋中・三津屋南となる。
現在は高層マンション群が見られる。『雨月物語』などの作者として知られる上田秋成の墓がある。

## 歴史
地名の由来については、「假島」が転化したという説や、鍛冶職人が多く住んでいた島・「鍛治島」から転化したとする説などがある。古くは蟹島・神島・歌島・賀島などとも表記した。奈良時代ごろ宿場町として栄えた。
江戸時代までには摂津国西成郡加島村となり、鍛冶集住地の地盤を活かして鋳銭場が設置されていた時期もあった。1889年の町村制実施により、加島・御幣島・野里の3村が合併して西成郡歌島村となった。歌島（うたじま）の村名は、加島の古称からとられた。加島村は歌島村大字加島となり、加島に歌島村役場が置かれた。
歌島村は1925年に大阪市に編入した。旧歌島村の地域は全域が西淀川区に属し、加島は西淀川区加島町となった。その後1943年の大阪市の行政区の分増区と境界整理の際に、従来の西淀川区のうち東海道本線線路の東側に位置する地域は東淀川区に編入されることになり、加島町の大半は東淀川区となった。翌1944年には東海道本線線路の西側、西淀川区加島町が竹島町に改称。これは、加島村の集落の一つである竹之町に由来する。
1972年には西淀川区において竹島町から竹島の現行町名に改称。1974年には東淀川区から淀川区が分区し、同時に加島町から加島の現行町名に改称された。

## 世帯数と人口
2019年（令和元年）9月30日現在の世帯数と人口は以下の通りである。
| 丁目       | 世帯数    | 人口     |
| ---------- | --------- | -------- |
| 加島一丁目 | 2,042世帯 | 3,674人  |
| 加島二丁目 | 585世帯   | 1,161人  |
| 加島三丁目 | 2,361世帯 | 4,715人  |
| 加島四丁目 | 1,230世帯 | 2,313人  |
| 計         | 6,218世帯 | 11,863人 |

### 人口の変遷
国勢調査による人口の推移。
| 1995年（平成7年）  | 9,168人  | [ 9 ]  |  |
| 2000年（平成12年） | 10,741人 | [ 10 ] |  |
| 2005年（平成17年） | 12,867人 | [ 11 ] |  |
| 2010年（平成22年） | 12,255人 | [ 12 ] |  |
| 2015年（平成27年） | 12,054人 | [ 13 ] |  |

### 世帯数の変遷
国勢調査による世帯数の推移。
| 1995年（平成7年）  | 3,630世帯 | [ 9 ]  |  |
| 2000年（平成12年） | 4,576世帯 | [ 10 ] |  |
| 2005年（平成17年） | 5,586世帯 | [ 11 ] |  |
| 2010年（平成22年） | 5,487世帯 | [ 12 ] |  |
| 2015年（平成27年） | 5,421世帯 | [ 13 ] |  |

## 学区
市立小・中学校に通う場合、学区は以下の通りとなる。なお、小学校・中学校入学時に学校選択制度を導入しており、通学区域以外に淀川区にある以下の通学区域に隣接する校区にある小学校・中学校から選択することも可能。
| 丁目       | 番   | 小学校             | 中学校               |
| ---------- | ---- | ------------------ | -------------------- |
| 加島一丁目 | 全域 | 大阪市立加島小学校 | 大阪市立美津島中学校 |
| 加島二丁目 | 全域 | 大阪市立加島小学校 | 大阪市立美津島中学校 |
| 加島三丁目 | 全域 | 大阪市立加島小学校 | 大阪市立美津島中学校 |
| 加島四丁目 | 全域 | 大阪市立加島小学校 | 大阪市立美津島中学校 |

## 事業所
2016年（平成28年）現在の経済センサス調査による事業所数と従業員数は以下の通りである。
| 丁目       | 事業所数  | 従業員数 |
| ---------- | --------- | -------- |
| 加島一丁目 | 139事業所 | 1,338人  |
| 加島二丁目 | 36事業所  | 471人    |
| 加島三丁目 | 131事業所 | 2,088人  |
| 加島四丁目 | 99事業所  | 1,217人  |
| 計         | 405事業所 | 5,114人  |

## 交通
地域南端を東海道本線（JR神戸線）の線路が通るが、同線の駅は設置されていない。公共交通は長年バスのみだったが、1997年にJR東西線が開通し加島駅が設置された。山陽新幹線の線路も地域を通過している。
バス路線は大阪シティバスのみが通る。大阪シティバス97号系統が大阪駅前（梅田）～十三～加島駅前を結ぶ便を運行している。
2020年7月19日まで阪急バスも加島駅から梅田方面へ運行していた。かつては昼間でも2社局あわせて毎時15本以上の高頻度で運行されていたが、加島駅の開業後は年々漸減し、2020年3月現在では毎時6本（シティバス4、阪急バス1-2）程度の運転に減らされていた。なお、阪急バスの一部の便は梅田から加島駅前を経由したのち、神崎橋を越えてすぐの場所にある西川（兵庫県尼崎市）まで運行していたほか、過去には阪急塚口（尼崎市）までの系統なども存在した。
また、過去には大阪市交通局が大阪市営トロリーバスを神崎橋から大阪駅へ運行していた（大阪シティバス97号系統はその後継に当たる）。
道路は十三筋（大阪府道・兵庫県道41号大阪伊丹線）が東西に通り、またみてじま筋（大阪府道10号大阪池田線）と阪神高速11号池田線が南北に通る。阪神高速の加島出入口は、隣接する西淀川区竹島に設置されている。

## 施設
- 加島駅
- 神崎橋
- 香具波志神社
- 富光寺
- 大阪府立東淀工業高等学校
- 大阪市立美津島中学校
- 大阪市立加島小学校
- 大阪市立加島第一保育所
- 大阪市立西加島保育所（2007年度より公設民営）
- かぐはし保育園

## その他

### 日本郵便
- 〒532-0031[3]（集配局：淀川郵便局[17]）